# Teissierella pontica
Teissierella pontica är en kräftdjursart som beskrevs av Apostolov 1968. Teissierella pontica ingår i släktet Teissierella och familjen Diosaccidae. Inga underarter finns listade i Catalogue of Life.